# Kabardyjsko-Bałkarski Obwód Autonomiczny
Kabardyjsko-Bałkarski Obwód Autonomiczny, Kabardyjsko-Bałkarski OA (ros. Кабардино-Балкарская автономная область, kabard. Къэбэрдей-Балъкъэр АО, karaczajsko-bałkarski Къабарты-Малкъар АО) – obwód autonomiczny w Związku Radzieckim, istniejący w latach 1922−1936, wchodzący w skład Rosyjskiej Federacyjnej Socjalistycznej Republiki Radzieckiej.
Kabardyjsko-Bałkarski OA został utworzony 16 stycznia 1922 r. w wyniku przekształcenia (powiązanego z dość znacznym powiększeniem obszaru) Kabardyjskiego Obwodu Autonomicznego. Tworzenie autonomicznych jednostek terytorialnych dla mniejszości narodowych było częścią polityki tzw. korienizacji, tj. przyznawania autonomii mniejszościom narodowym zamieszkującym obszary dawnego Imperium, poprzednio dyskryminowanym i rusyfikowanym przez carat.
Pierwotnie Kabaryjsko-Bałkarski OA nie wchodził bezpośrednio w skład Rosyjskiej FSRR, a był częścią Górskiej ASRR, i w pośredni sposób znajdował się w granicach Rosji Radzieckiej. Dopiero w momencie likwidacji Górskiej ASRR (7 lipca 1924 r.) Kabardyjsko-Bałkarski OA stał się bezpośrednio częścią Rosyjskiej FSRR. 5 grudnia 1936 r. poprzez poszerzenie zakresu autonomii i podniesienie rangi Obwód został zlikwidowany i przekształcony w Kabardyjsko-Bałkarską Autonomiczną Socjalistyczną Republikę Radziecką
 Informacje nt. położenia, gospodarki, historii, ludności itd. Kabardyjsko-Bałkarskiego Obwodu Autonomicznego znajdują się w: artykule poświęconym Republice Kabardyjsko-Bałkarskiej, jak obecnie nazywa się rosyjska jednostka polityczno-administracyjna, będąca prawną kontynuacją Obwodu.